# Belgrandia depereti
Belgrandia depereti is een slakkensoort uit de familie van de Hydrobiidae. De wetenschappelijke naam van de soort is voor het eerst geldig gepubliceerd in 1891 door Nicolas.